# ريتا لايت
ريتا لايت (بالفرنسية: Rita Sousa Leite) هي لاعبة كرة قدم لوكسمبورغية، ولدت في 14 يوليو 1997.

## وصلات خارجية
- ريتا لايت على موقع الاتحاد الأوربي (الإنجليزية)
- ريتا لايت على موقع Soccerway.com (الإنجليزية)
- ريتا لايت على موقع عالم كرة القدم.نت (الإنجليزية)